# ショウワパーク
ショウパークは神奈川県横浜市港北区新横浜に本社を置くショウワ電技研によってコインパーキングの経営及び運営を行なわれている時間貸し駐車場である。ショウワパークは時間貸し駐車場・店舗駐車場管理（店駐分業）・駐車場管理委託・月極管理などを合わせると全国、約500箇所（約6000台）に展開している。また、独自開発したネコの目システム（変動型料金システム）などを差別化商品として積極的に導入しサービス向上に努めている。

## 管理台数
全国6000台以上（約500箇所）